# Hareca
Hareca是岡山電氣軌道（岡電）、東備巴士、兩備控股（兩備巴士）、下津井電鐵（下電巴士）、宇野自動車（宇野巴士）、中鐵巴士與岡電的軌道（路面電車）引入的非接觸式IC卡方式的乘車卡。

## 使用範圍

### 發行卡片公司
- 兩備控股：RB
- 下津井電鐵（日语：下津井電鉄）：SD
- 岡山電氣軌道：OD
- 宇野自動車（日语：宇野自動車）：UN

### 只可使用的公司
- 與兩備控股精算共通，該公司視為內部發行卡片
  - 東備巴士（日语：東備バス）
- 與岡山電氣軌道精算共通。不發售Hareca。
  - 中鐵巴士（日语：中鉄バス）